# Каварджиклийска река
Каварджиклийска река е река в Южна България — Област Пловдив, общини Хисаря и Калояново, десен приток на Стряма. Дължината ѝ е 24 km.
Каварджиклийска река извира под името Текедере на 845 м н.в., на 800 м югозападно от връх Карасиври (1026 м) в Същинска Средна гора, северно от град Хисаря. До града протича в посока юг-югоизток в тясна и залесена долина. Преминава през източната част на Хисаря и продължава на юг в дълбока долина. След като изтече от язовир „Синята река“ долината ѝ се разширява и навлиза в северна хълмиста част на Горнотракийската низина, завива на изток и се влива отдясно в река Стряма на 225 м н.в., югоизточно от село Долна махала, община Калояново.
Площта на водосборния басейн на реката е 86 км2, което представлява 6,2% от водосборния басейн на река Стряма.
Реката е с предимно дъждовно подхранване, като максимумът е през февруари-май, а минимумът – юли-октомври.
По течението на реката са разположени три населени места, в т.ч. 1 град и 2 села:
- Община Хисаря — Хисаря, Черничево;
- Община Калояново — Долна махала.

В долното течение водите на рекат се използват за напояване.
По долината на реката преминава целия участък от жп линията Долна махала — Хисаря.

## Топографска карта
- Лист от карта K-35-50. Мащаб: 1 : 100 000.